# Langenbach (Schwarzenbach an der Saale)
Langenbach ist ein Gemeindeteil der Stadt Schwarzenbach an der Saale im Landkreis Hof (Oberfranken, Bayern).

## Geschichte
1390 befanden sich fünf Höfe im Besitz der Familie Kotzau in Fattigau, später war auch das Kloster Hof mit einem Hof vertreten, der an das Kloster Himmelkron überging. Im 16. Jahrhundert kam die Familie von Hirschberg als Besitzer hinzu. Nach Ernst lebten im Ort 1868 16 Familien und 68 Einwohner. Langenbach war vor der Eingemeindung nach Schwarzenbach Teil der Gemeinde Quellenreuth im Landkreis Rehau. Einziges Baudenkmal im Dorf ist ein Wohnstallhaus mit Satteldach und Fachwerkobergeschoss aus der ersten Hälfte des 19. Jahrhunderts.